# Eremippus barbarus
Eremippus barbarus är en insektsart som beskrevs av Li, B. och Z. Zheng 1993. Eremippus barbarus ingår i släktet Eremippus och familjen gräshoppor. Inga underarter finns listade i Catalogue of Life.